# Чуриле
Чуриле (словен. Čurile) — поселення в общині Метлика, регіон Південно-Східна Словенія, Словенія.